# 디센던츠 2
《디센던츠 2》(영어: Descendants 2)는 2017년 공개된 미국의 텔레비전 영화이다. 2015년 영화 《디센던츠》의 속편으로, 도브 캐머런, 소피아 카슨, 부부 스튜어트, 캐머런 보이스가 출연한다.

## 출연

### 주연
- 도브 카메론
- 캐머런 보이스
- 소피아 카슨
- 부부 스튜어트

### 조연
- 미첼 호프
- 브렌나 디 아미코
- 멜라니 팩슨
- 토마스 도허티
- 바비 모니한
- 댄 페인
- 차이나 앤 맥클레인

## 기타
- 제작총괄: 웬디 자펫
- 제작총괄: 조산느 맥기본
- 제작총괄: 사라 패리엇
- 제작총괄: 주디 테일러
- 미술: 마크 호펠링
- 의상: 카라 사운